# Leonor Reichenheim

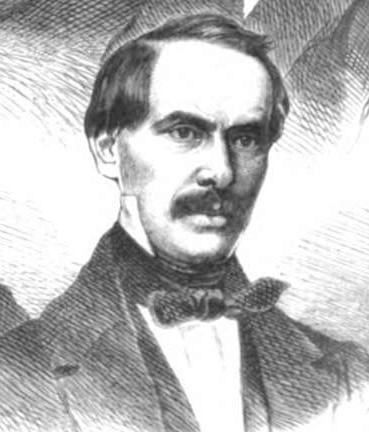
Leonor Reichenheim, 1862 (Grafik von Hermann Scherenberg)

Leonor Reichenheim (* 3. Mai 1814 in Bernburg; † 26. Januar 1868 in Berlin) war ein deutscher Unternehmer und liberaler Politiker. Er war von 1858 bis zu seinem Tod Abgeordneter des Preußischen Landtags und 1867 Mitglied des Reichstags des Norddeutschen Bundes.

## Leben
Der Sohn des Kaufmanns Nathanael Reichenheim (1776–1852) und dessen Ehefrau Zipora Cäcilie Reichenheim geb. Lippert (1785–1858) wuchs in einer jüdischen Familie mit elf Geschwistern auf. Leonor Reichenheim besuchte das Gymnasium Bernburg und trat mit 14 Jahren in die väterliche Handelsfirma N. Reichenheim & Sohn ein. Nach deren Verlegung nach Berlin 1839 wurde er Teilhaber des Unternehmens, im folgenden Jahr Mitglied der Gesellschaft der Freunde. 1846 erfolgte der Kauf einer bislang durch den preußischen Staat betriebenen Wollen- und Garnspinnerei sowie Weberei in Wüstegiersdorf im schlesischen Kreis Waldenburg. Das Unternehmen beschäftigte dort bald 2400 Menschen. 1852 wurde auch eine Importfiliale in Bradford gegründet.

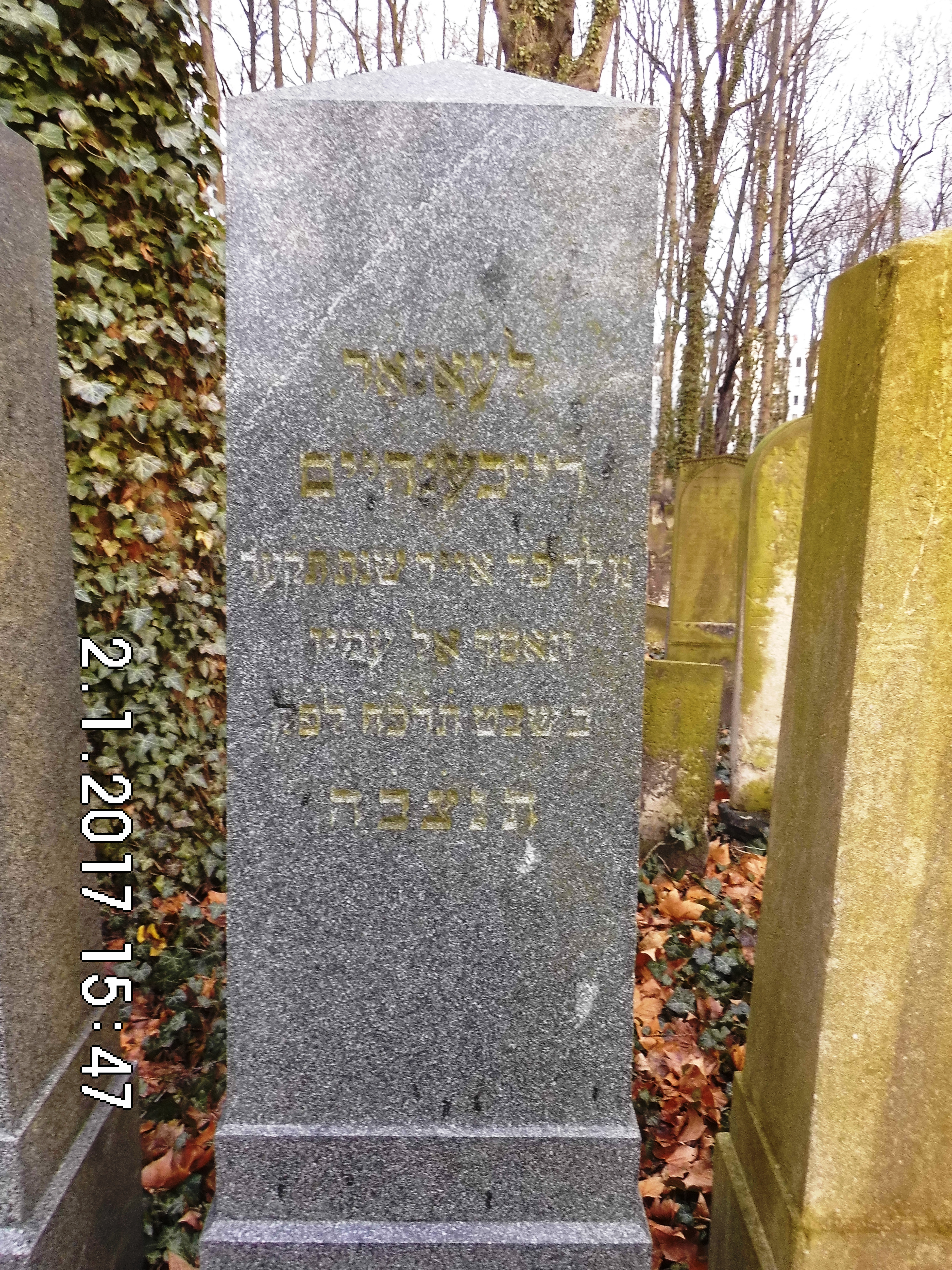
Mazevah Reichenheims auf dem Friedhof Schönhauser Allee, Berlin

Ab 1858 war Leonor Reichenheim Mitglied des Preußischen Abgeordnetenhauses, dem er bis zu seinem Tode angehörte. Zuerst saß er in der altliberalen Fraktion Vincke, 1861 war er Mitbegründer der Fortschrittspartei. Als Abgeordneter setzte er sich für die Gewerbefreiheit ein und war im preußischen Verfassungskonflikt ein Gegner des Ministerpräsidenten Bismarcks. Eine Gruppe von Reichenheim wegen ihrer Lohnforderungen entlassener Weber aus Wüstegiersdorf wandte sich 1864 an König Wilhelm I. und Bismarck. Dieser förderte daraufhin die Gründung einer Produktionsgenossenschaft der Weber, um das Bild eines sozialen Königtums zu propagieren.
Nach dem Preußisch-Österreichischen Krieg näherte sich Reichenheim Bismarcks Linie an und war 1867 Mitbegründer der Nationalliberalen Partei. Für den Wahlkreis Breslau 10 (Waldenburg) wurde er 1867 in den konstituierenden Reichstag des Norddeutschen Bundes gewählt. Ab 1867 war er auch unbesoldeter Stadtrat in Berlin.

## Familie
Er heiratete Helena Arndt (1821–1892). Das Paar hatte mindestens sechs Kinder, darunter:
- Georg (um 1842–1903), Dr. phil., Kunstsammler, Fabrikbesitzer in Berlin ⚭ Margarete Eisner (1857–1935)
- Agnes (1852–1921) heiratete James Simon (1851–1932), Mitinhaber der Baumwollfirma „Gebr. Simon“ in Berlin
- Max (1853–1924), Dr. med., Augenarzt in Berlin ⚭ Martha Wollheim (1857–1942)